# Tatuí
Tatuí är en stad och kommun i Brasilien och ligger i delstaten São Paulo. Kommunens befolkning uppgick år 2014 till cirka 116 000 invånare.